# Markus Steinwender
Markus Steinwender (* 1971 in Salzburg) ist ein österreichischer Theaterschauspieler und -regisseur.
Markus Steinwender studierte in Salzburg Computerwissenschaften, wechselte dann jedoch ans Brucknerkonservatorium Linz, um Schauspiel zu studieren. Nach der Bühnenreifeprüfung spielte er bei diversen freien Produktionen. Es folgten Regieassistenzen an der Elisabethbühne Salzburg bei Renate Rustler-Ourth, 2001 bis 2004 war er am Stadttheater Konstanz engagiert. Dort spielte er u. a. in Die Schaukel (Mazya, Regie: Brigitte Soraperra), Cyrano (Roets nach Rostand, Regie: Bernhard Stengele), Stones (Lycos/Nantsou, Regie: Markus Heinzelmann), Baal (Brecht, Regie: Dagmar Schlingmann), Die Reise nach Brasilien (Charms, Regie: Gertrud Pigor), Der Menschenfeind (Molière, Regie: Dagmar Schlingmann), Wildwechsel (Kroetz, Regie: Franziska Schütz), Orestie 3 (Euripides, Regie: Markus Heinzelmann) und Moby Dick (Melville, Regie: Markus Heinzelmann). Danach war u. a. am Landestheater Salzburg als Gast (Macbeth, Regie: Frank Helmund; Rembrandt B12, Regie: Barbara Neureiter; Peer Gynt, Regie: Peter Dolder) engagiert.
Markus Steinwender ist Gründungsmitglied der theaterachse (1994).
Von 2003 bis 2012 war Steinwender künstlerischer Leiter des „Salzburger Sommertheaters“ und von 2009 bis 2014 im Vorstand des Dachverband Salzburger Kulturstätten.
2007 gewann er den ersten Salzburger Kulturplakatpreis für sein Plakat zu Goethes Faust 1. 2008 gründete Steinwender MAZAB als künstlerische Projektplattform mit dem Schwerpunkt zeitgenössisches Theater und Performance unter Einbeziehung neuer Medien.
Von 2007 bis 2014 leitet er als Mitglied des künstlerischen Leitungsteams das kleine theater, ein Haus der freien Szene in Salzburg, dabei auch fünf Jahre in der Position der Geschäftsführung. 2009–2016 war Steinwender im Vorstand der ASSITEJ Austria, 2014 bis 2016 im Fachbeirat Darstellende Kunst des Salzburger Landeskulturbeirats. Seit 2018 ist einer der vier Sprecher im Arbeitskreis Kinder- und Jugendtheater in Bayern.
Von 2015 bis 2020 baute Steinwender die Theatersparte für junges Publikum "Junge Hunde" auf, leitete diese und war Mitglied des Leitungsteams am Theater an der Rott im niederbayerischen Eggenfelden, Deutschlands einzigem von einem Landkreis getragenen Theater.
In der Spielzeit 2019 / 2020 absolvierte er mit ausgezeichnetem Erfolg den Universitätslehrgang „Kuratieren in den szenischen Künsten“ an der Universität Salzburg und arbeitete dabei mit Christophe Slagmuylder (Wiener Festwochen), Markus Hinterhäuser (Salzburger Festspiele), Silvia Bottiroli (DAS theater Amsterdam), Sigrid Gareis (Paris Lodron Universität), Christoph Gurk (Münchner Kammerspiele), Nicole Haitzinger (Paris Lodron Universität), Dorothea von Hantelmann (Bard College), Martin Fritz (Merz Akademie Stuttgart), Ong Keng Sen (Künstler, Kurator), Elisabeth Schweeger (Akademie für Darstellende Kunst Baden-Württemberg), Manos Tsangaris (Komponist, Münchener Biennale), Annemie Vanackere (HAU Berlin), Necati Öziri (Berliner Festspiele), u. a. zusammen. Im Fernstudium erarbeitete er sich zudem eine Zertifizierung zum "Geprüften Kulturmanager (DAM)" mit Abschluss im Mai 2021.
Mehrere seiner Inszenierungen waren bereits zu internationalen Festivals eingeladen, u. a. zum internationalen Shakespeare-Festival im Globe Theater Neuss, zum Internationalen Theaterfestival Schäxpir in Linz, zum internationalen Kindertheater-Festival panoptikum in Nürnberg, zum internationalen Theaterfestival für ein junges Publikum Luaga & Losna in Nenzing (Vorarlberg) und zu den Mülheimer Theatertagen (KinderStücke).
2014 gewinnt seine Inszenierung des eigenen Stücks „Heidi“ nach Johanna Spyri den STELLA*14, den Preis für herausragendes Theater für ein junges Publikum, in der Kategorie „Herausragende Produktion für Kinder“. 2016 gewinnt er mit seiner Inszenierung von “Was das Nashorn sah, als es auf die andere Seite des Zauns schaute” von Jens Raschke den Publikumspreis in der Kategorie Beste Inszenierung Junges Theater bei den 34. Bayerischen Theatertagen in Regensburg.
Er inszenierte u. a. am Theaterhaus Jena, an der Landesbühne Niedersachsen Nord, am Theater Erlangen, am Vorarlberger Landestheater, am Theater an der Rott, am Theater des Kindes in Linz, am Theater Ansbach und an der Vorpommerschen Landesbühne.
Im Juli 2021 wählte ihn eine Findungskommission unter der Leitung von Ulrich Khuon aus 32 weiteren Bewerbern als neuen Intendanten des Apollo-Theater in der südwestfälischen Universitätsstadt Siegen. Als Nachfolger von Magnus Reitschuster trat er mit der Spielzeit 2022/23 sein Amt an.

## Regiearbeiten
- Der Glöckner von Notre-Dame nach Victor Hugo, 1998, theaterachse
- Die Nibelungen nach dem Nibelungenlied und Friedrich Hebbel, 2000, theaterachse
- Die Kameliendame nach Alexandre Dumas, 2003, theaterachse
- Papa wohnt jetzt in der Heinrichstraße von Paul und Nele Maar, 2004, ÖEA, theaterachse
- Romeo und Julia von William Shakespeare, 2004, theaterachse / Salzburger Sommertheater
- Sturm und Wurm unterwegs von Thomas Ahrens, 2005, Theater des Kindes Linz
- Shakespeares sämtliche Werke (leicht gekürzt) von Adam Long, Daniel Singer und Jess Winfield, 2004, Salzburger Sommertheater
- Tränen der Heimat von Lutz Hübner, 2004, ÖEA, theaterachse
- König Drosselbart nach den Brüdern Grimm, 2004, UA, theaterachse
- Das Schätzchen der Piratin von Heiner Kondschak, 2006, ÖEA, Theater des Kindes Linz
- Waidmannsheil! von Susanne Hinkelbein, 2006, ÖEA, theaterachse
- Schneewittchen nach den Brüdern Grimm, 2006, UA, theaterachse
- Faust – Der Tragödie erster Teil nach J.W. v. Goethe, 2007, theaterachse, Salzburger Sommertheater
- Saffran & Krump von Pamela Dürr, November 2007, Theaterhaus Jena
- Steht auf, wenn ihr für Salzburg seid von Jörg Menke-Peitzmeyer, Mai 2008, ÖEA, theaterachse / kleines theater / Dschungel Wien / SCHÄXPIR08
- Gestiefelte Katharina von Paula Fünfeck, November 2008, UA am Theaterhaus Jena
- Second Life von Tomas Schweigen, 2009, ÖEA, MAZAB
- 20.000 Meilen unter dem Meer von Jules Verne, 2009, UA am Theater des Kindes
- Mein lieber verrückter Vater von Paula Fünfeck, 2009, UA am Theaterhaus Jena
- Hikikomori von Holger Schober, 2010, Landesbühne Niedersachsen Nord
- Odyssee nach Homer von Markus Steinwender und dem MAZAB-Ensemble, 2010, UA, MAZAB
- Kasimir und Karoline von Ödön von Horváth, 2010, Kulturhaus Bruckmühle
- Alte Liebe von Elke Heidenreich und Bernd Schroeder, 2011, ÖEA, kleines theater
- Die Schaukel von Edna Mazya, 2012, MAZAB / Odeïon Salzburg
- 4411 Christkindl von Holger Schober, 2012, UA, Theater des Kindes, Linz
- Projekt Zukunft von Markus Steinwender, 2013, UA, Theater Erlangen
- Blackbird von David Harrower, 2013, MAZAB
- Spatz Fritz von Rudolf Herfurtner, 2013, Vorarlberger Landestheater
- Rita will's wissen (Bildung für Rita) von Willy Russell, 2013, MAZAB / kleines theater
- Heidi von Markus Steinwender nach Johanna Spyri, 2014, UA, Theater des Kindes
- Warum fuchteln die Franzosen mit ihren Armen? von MAZAB nach Gregory Bateson, UA, MAZAB
- Die Reise nach Brasilien von Daniil Charms, 2014, Theater Erlangen
- Krieg. Stell dir vor, er wäre hier. von Janne Teller, 2015, MAZAB
- Prinzessin Isabella nach Cornelia Funke, 2015, Junge Hunde / Theater an der Rott
- Pinocchio von Greg Banks, 2015, Junge Hunde / Theater an der Rott
- Was das Nashorn sah, als es auf die andere Seite des Zauns schaute von Jens Raschke, 2016, Junge Hunde / Theater an der Rott
- Im Westen nichts Neues nach Erich Maria Remarque, 2016, Theater Ansbach
- Die große Wörterfabrik nach Agnès de Lestrade und Valeria Docampo, 2016, Junge Hunde / Theater an der Rott
- Die Agonie und die Ekstase des Steve Jobs von Mike Daisey, 2017, ÖEA, MAZAB
- Die lächerliche Finsternis von Wolfram Lotz, 2017, Junge Hunde / Theater an der Rott
- An der Arche um acht von Ulrich Hub, 2017, Junge Hunde / Theater an der Rott
- Tartuffe oder: Der Betrüger von Horst Jüssen nach Molière, 2018, Theater Ansbach
- Hamlet von William Shakespeare, 2018, Theater an der Rott
- Wer nicht träumt, ist selbst ein Traum von Jens Raschke, 2019, UA, Junge Hunde / Theater an der Rott
- Scrooge! von Markus Steinwender nach Charles Dickens, 2019, ÖEA, Theater 7ieben&7iebzig
- Der Räuber Hotzenplotz und die Mondrakete von Otfried Preußler, 2019, Junge Hunde / Theater an der Rott
- Minna von Barnhelm von Gotthold Ephraim Lessing, 2020, Theater an der Rott
- Der kleine Muck in der Bühnenfassung von Tatjana Rese nach Wilhelm Hauff, 2020, Vorpommersche Landesbühne
- Die Heinzelmännchen von Mario Eick, 2020, UA, Theater für die Jugend